# Манден, Марк
Марк Манден (англ. Marc Munden, род. в Лондоне, Великобритания) — британский кинорежиссёр. Двукратный лауреат премии BAFTA. 

## Биография и карьера
Марк родился и вырос в Лондоне. Он заинтересовался киноискусством ещё во время учебы в средней школе, а режиссерское образование получил в Королевской академии драматического искусства (которую в своё время закончили Энтони Хопкинс, Эрик Робертс, Том Хиддлстон, Шон Бин, Бен Уишоу, Алан Рикман и др).
В начале карьеры Манден работал ассистентом таких режиссеров, как Майк Ли, Дерек Джармен и Теренс Дэвис, а позже стал режиссером сам, начав с документальных фильмов на BBC.
Его первый документальный фильм «Bermondsey Boy» (1991) исследовал мифы о мужественности и получил награду Silver Plaque на Международном кинофестивале в Чикаго, а также был номинирован на премию BFI за новаторство.
В 2007 году Манден снял «Печать Каина». Фильм получил премию BAFTA в категории «Лучший драматический телефильм», а сам Манден – свою первую номинацию как «Лучший режиссер». Позже он также получит номинации BAFTA за работу над сериалами «Любовница Дьявола: Унесенные страстью» (2009) и «Багровый лепесток и белый» (2011).
В 2013-2014 годах Манден был одним из режиссеров культового фантастического сериала «Утопия», высоко оцененного за визуальные эффекты. Журналист из Daily Telegraph в своей рецензии описал его как «темную, мучительно таинственную увертюру», в то время как в издании The Guardian его назвали «произведением блестящего воображения» и «красиво поданым» «кошмаром 21-го века». В 2014 году сериал получил международную премию Эмми в категории «Лучший драматический сериал», а Манден получил за работу над ним номинацию на премию BAFTA как «Лучший режиссер».
В 2016 году Манден снял мини-сериал «Сокровище нации» с Робби Колтрейном и Джули Уолтерс. С церемонии вручения премии BAFTA год спустя он унес две награды (в категориях «Лучший режиссер: фантастика» и «Лучший мини-сериал»).
В 2017 году Манден объединился со сценаристом Тони Грисони для создания 4-го эпизода телесериала-антологии «Электрические сны Филипа К. Дика» под названием «Безумный бриллиант». Премьера сериала в Британии состоялась в сентябре на канале Channel 4.
В 2018 году было объявлено, что Манден возглавит работу над фэнтези «Таинственный сад» (при поддержке продюсера Дэвида Хеймана и компании StudioCanal). Основанная на книге Фрэнсис Элизы Бёрнетт 1911 года, история закручивается вокруг 10-летней сироты Мэри, которую отправляют жить к дяде (Колин Фёрт) в Англию. Девочке предстоит обнаружить в его особняке потайную дверь, ведущую в удивительный мир, где исполняются любые желания. Фильм выйдет в российский прокат 30 апреля.

## Избранная фильмография

### Кино
- 2007: «Печать Каина»
- 2020: «Таинственный сад»

### Телевидение
- 1998: «Ярмарка тщеславия» (сериал)
- 2008: «Любовница Дьявола: Унесенные страстью» (мини-сериал)
- 2011: «Багровый лепесток и белый» (мини-сериал)
- 2013 - 2014: «Утопия» (сериал)
- 2016: «Сокровище нации» (мини-сериал)
- 2017 - …: «Электрические сны Филипа К. Дика» (сериал)